# Klaus-Dieter Wiegand
Klaus-Dieter Wiegand (* 3. März 1945; † Juli 2011 in Braunschweig) war ein deutscher Eisenbahningenieur und -sachverständiger.

## Leben
Wiegand machte im Jahr 1970 sein Staatsexamen an der TU Braunschweig und war von 1971 bis 1976 dort als wissenschaftlicher Mitarbeiter des „Instituts für Eisenbahnwesen und Verkehrssicherung“ tätig. 1976 promovierte er bei Klaus Pierick. Nach einem einjährigen Aufenthalt zu Forschungszwecken am École polytechnique fédérale de Lausanne setzte er seine Forschungen an der TU Braunschweig fort. Wiegand war von 1980 bis 1996 als geschäftsführender Gesellschafter der Ingenieurgesellschaft für Verkehrsplanung und Verkehrssicherung (IVV) tätig. Seit 1982 war er zudem anerkannter Sachverständiger für Bahn-, Signal- und Sicherungsanlagen. Er war neben Pierick geschäftsführender Gesellschafter der 1971 gegründeten ipw Ingenieurgesellschaft (ipw Ingenieurgesellschaft Prof. Dr.-Ing. Pierick Prof. Dr.-Ing. Wiegand). 1983 wurde er von der TU Braunschweig zum Honorarprofessor für  Prüfung und Zulassung von Bahnsicherungsanlagen ernannt. Von 1997 bis zu seinem Tod im Juli 2011 war er alleiniger geschäftsführender Gesellschafter der ipw Ingenieurgesellschaft.
Wiegand war weltweit als Gutachter für Eisenbahnsicherungstechnik anerkannt und hat als solcher auch in zahlreichen Gerichtsverfahren ausgesagt, so beispielsweise beim Transrapid-Unfall.

## Publikationen
- Optimierung der Regel- und Bedarfstransporte im spurgeführten Güterfernverkehr unter Berücksichtigung von Transportketten. (= Dissertation, TU Braunschweig). Inst. für Verkehr, Eisenbahnwesen u. Verkehrssicherung, Braunschweig 1976, ISBN 3-923325-09-6.
- mit Klaus Pierick: Rechnerintegrierte Prozeßregelung im Verkehr. Springer, 1995, ISBN 978-3-540-57002-8.